# Lézsa
Lézsa (szlovákul: Ležiachov) község Szlovákiában, a Zsolnai kerületben, a Turócszentmártoni járásban.

## Fekvése
Turócszentmártontól 15 km-re délnyugatra, a Turóc bal oldalán fekszik.

## Története
1252-ben a turóci kolostor birtokaként „terra quinque villarum” alakban említik először. 1534-ben „Lesako” alakban említik. A következőkben „Lezechow” (1543), „Ležechowo” (1554), „Leziachow” (1565), „Ležachow” (1567), „Ležyachow” (1604) alakban szerepel a különböző írott forrásokban. A turóci prépostsághoz tartozott. 1715-ben 26 háztartás volt a településen. 1785-ben 37 házában 311-en lakták. A 18. század végén a kamarához került.
A 18. század végén Vályi András így ír róla: „LEZJACHOWO. Tót falu Túrócz Várm. földes Ura a’ Tudományi Kintstár, az előtt a’ Nagy Szombati Je’sovita Atyáknak birtokok vala, lakosai katolikusok, fekszik Znió Várallyához 1 órányira, kies helyen, Szent Györgynek szomszédságában, és annak filiája, határja közép termékenységű, legelője elég, lakosai kiváltképen olajütők.”
1828-ban 32 házában 259 lakos élt.
Fényes Elek 1851-ben kiadott geográfiai szótárában így ír a faluról: „Lesziakov, tót falu, Thurócz vmegyében, a Thurócz vize mellett: 252 kath., 7 evang. lak. Földje középszerü; legelője elég; olaj-kereskedés; liszt-malmok a Thurócz és Vriszka vizén. F. u. Pesti universitás. Ut. posta Rudnó.”
Lakói olajárusok voltak, melyet lenből és kenderből állítottak elő. Később főként mezőgazdasággal foglalkoztak. A trianoni diktátumig Turóc vármegye Stubnyafürdői járásához tartozott.
Mai hivatalos nevét 1927-ben kapta.

## Népessége
| Év:            | 1994. | 2004.   | 2014.   | 2024.   |
| -------------- | ----- | ------- | ------- | ------- |
| Emberek száma: | 136   | 144     | 158     | 164     |
| Eltérés:       |       | +5,88 % | +9,72 % | +3,79 % |

| Év:            | 2023. | 2024.   |
| -------------- | ----- | ------- |
| Emberek száma: | 168   | 164     |
| Eltérés:       |       | -2,38 % |

1910-ben 222, túlnyomórészt szlovák lakosa volt.
2001-ben 148 lakosából 147 szlovák volt.
2011-ben 148 lakosából 144 szlovák.

## Nevezetességei
- Kápolnája 1811 és 1817 között épült klasszicista stílusban.

## Külső hivatkozások
- Községinfó
- Lézsa Szlovákia térképén
- A község a Turóci régió információs oldalán
- E-obce Archiválva 2023. június 1-i dátummal a Wayback Machine-ben